# Gare de Blangy - Glisy
Ne doit pas être confondu avec Gare de Blangy-sur-Bresle ou Gare de Blangy-sur-Ternoise.
La gare de Blangy - Glisy est une gare ferroviaire française (fermée) de la ligne d'Amiens à Laon, située sur le territoire de la commune de Blangy-Tronville, à proximité de Glisy, dans le département de la Somme en région Hauts-de-France.

## Situation ferroviaire
Établie à 46 mètres d'altitude, la gare de Blangy - Glisy était située au point kilométrique (PK) 7,736 de la ligne d'Amiens à Laon, entre les gares d'Amiens et de Villers-Bretonneux.

## Histoire
L'ancien bâtiment voyageurs est devenu une propriété privée.

## Service des voyageurs
La gare est fermée au service des voyageurs. Un service de « taxi TER à la demande » permet de rejoindre la gare de Longueau.